# Egyházaskozár
Egyházaskozár là một thị trấn thuộc hạt Baranya, Hungary. Thị trấn này có diện tích 24,31 km², dân số năm 2010 là 799 người, mật độ 33 người/km².